# 34523 Manzanero
34523 Manzanero este o planetă minoră (asteroid), cu un diametru de 7,006 km, din centura de asteroizi. A fost descoperită pe 24 septembrie 2000 la Experimental Test Site⁠(d) de Lincoln Near-Earth Asteroid Research. 
Obiectul prezintă o orbită caracterizată de o semiaxă mare de 3,0731042 UAi, o excentricitate de 0,1, o înclinație de 1,358 ° în raport cu ecliptica.